# High Commissioner
High Commissioner (direktöversatt "Hög kommissarie") är de ständiga sändebud vilka utväxlas som de högsta diplomatiska representanterna mellan samväldets medlemsstaters regeringar.
Beskickningen kallas även för High Commission istället för ambassad.
Eftersom Storbritanniens monark är statschef i samtliga samväldesriken kan inte dessa utbyta ambassadörer, då ambassadören i formell mening är en representant från en statschef till en annan. I respektive samväldesrike finns generalguvernör, som monarkens personliga representant i samväldesrikena utanför Förenade kungariket Storbritannien och Nordirland. Även om de flest samväldesstater inte är samväldesriken så har traditionen med att kalla beskickningschefen "High Commissioner" istället för ambassadör fortsatt. 